# Austin Wells
Austin Wells (Scottsdale, Arizona, 12 de julio de 1999) es un jugador profesional estadounidense de béisbol que se desempeña en la posición de cácher en New York Yankees, equipo de las Grandes Ligas de Béisbol (MLB).

## Carrera
Fue seleccionado en la primera ronda en el Draft de la MLB de 2020. En 2023 hizo su debut profesional con el equipo New York Yankees, donde lleva jugando una temporada.

### Grandes ligas
El 1 de septiembre de 2023, los Yankees promovieron a Wells a las grandes ligas por primera vez. Wells hizo su debut esa noche, grabando su primer golpe en su primer bateo de la MLB en su primer bat contra Justin Verlander. El receptor novato golpeó dos jonrones consecutivos contra Arizona y Toronto jugando un papel clave en las victorias de su equipo. El 25 de septiembre, conectó un jonrón en el cuarto para eliminar el liderazgo de los Diamondbacks y también dio a los Yankees la ventaja con otra carrera en el octavo. Al día siguiente, su clutch de jonrón de dos carreras en el noveno, el tercer jonrón en cinco días, permitió a los Yankees asegurar una victoria de 2-0. 